# لبسي
لِبسي (بالتركية: Lepsi)‏ هو طبق  من المطبخ الشركسي، يأكله في منطقة دوزجة كل من شركس والأتراك. المكونات هي لحم البقر والبصل والفلفل الأحمر والأرز والملح والماء.